# Línea 13 del Transmetro (Guatemala)
La línea 13 de Transmetro es la segunda línea del servicio de transporte público Transmetro de la ciudad de Guatemala.Esta línea inicia desde la zona 1 en la Ciudad de Guatemala, su ruta atraviesa sobre las zona 1, 4, 9 y 13. Tiene 20 estaciones entre ellas, una de transbordo que conecta el servicio de Transpinula de Santa Catarina Pinula. Fue inaugurado el 14 de agosto de 2010 por el alcalde Álvaro Arzú.

## Rutas
| L13 | Línea 13 |

## Estaciones
| Línea | Estación                                              |
| ----- | ----------------------------------------------------- |
| L13   | Estación Tipografía                                   |
| L13   | Estación El Calvario                                  |
| L13   | Estación 4 Grados Sur                                 |
| L13   | Estación Exposición                                   |
| L13   | Estación Terminal                                     |
| L13   | Estación Industria                                    |
| L13   | Estación Tívoli                                       |
| L13   | Estación Montufar                                     |
| L13   | Estación Acueducto                                    |
| L13   | Estación Fuerza Aérea                                 |
| L13   | Estación Hangares (Estación de trasbordo TransPinula) |
| T.P   | Estación Hangares (Estación de trasbordo TransPinula) |
| L13   | Estación Plaza Argentina                              |
| L13   | Estación Los Arcos                                    |
| L13   | Estación Plaza España                                 |
| L13   | Estación IGSS Zona 9                                  |
| L13   | Estación Seis 26                                      |
| L13   | Estación Torre del Reformador                         |
| L13   | Estación Plaza de la República                        |
| L13   | Estación Cantón Exposición                            |
| L13   | Estación Banco de Guatemala                           |

## Horario
| Lunes a viernes   | Sábado            | Domingo           |
| ----------------- | ----------------- | ----------------- |
| 5:00 a 21:00 hrs. | 5:00 a 20:00 hrs. | 5:00 a 20:00 hrs. |

## Galería

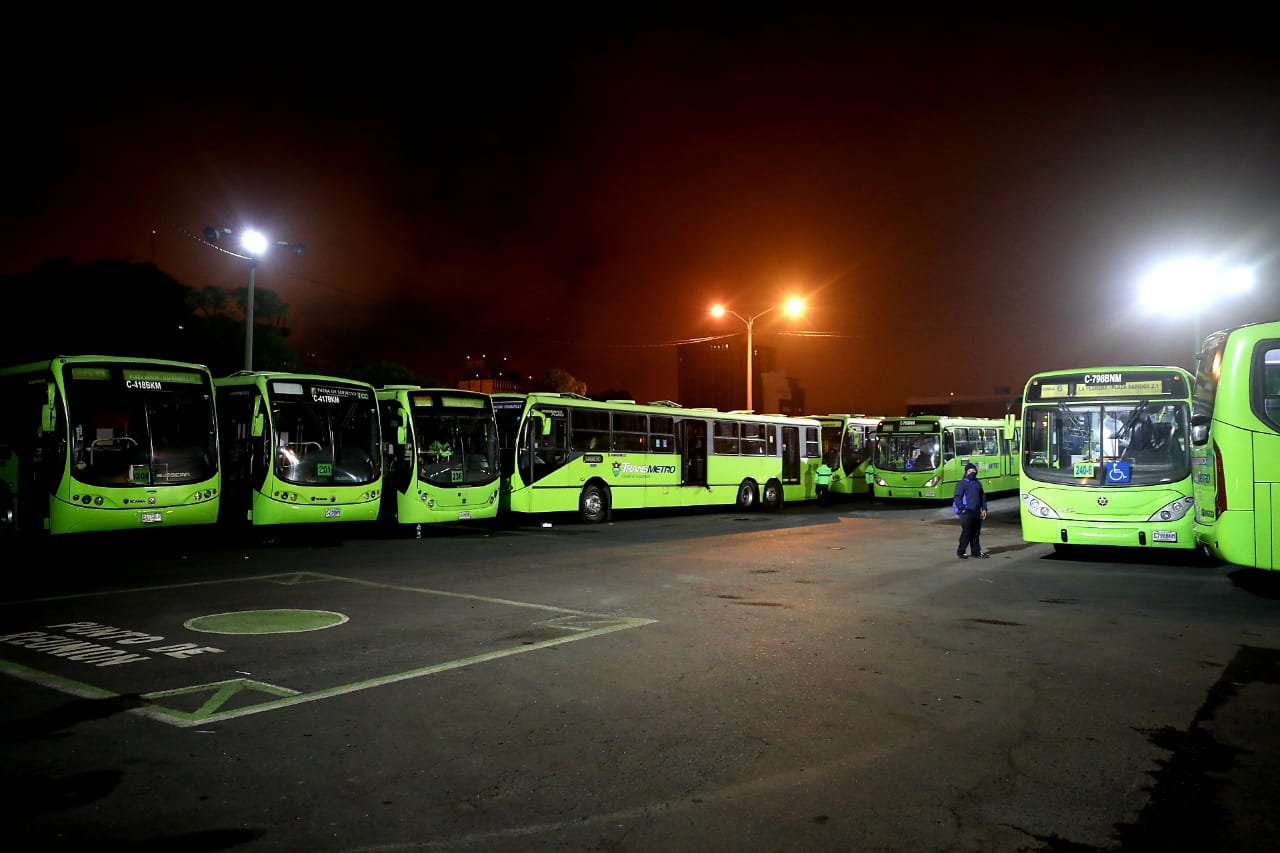
Anden de Transmetro
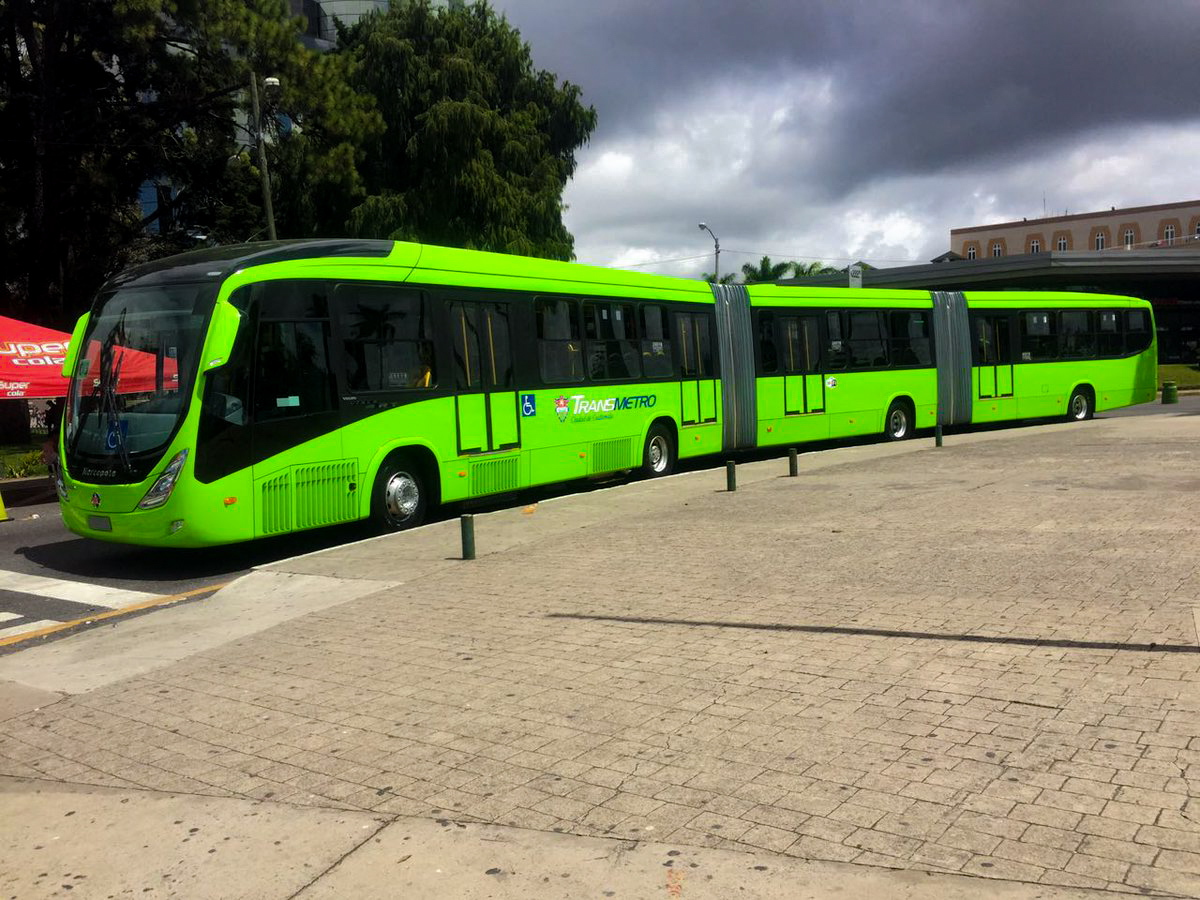
Transmetro biarticulado en el Obelisco.
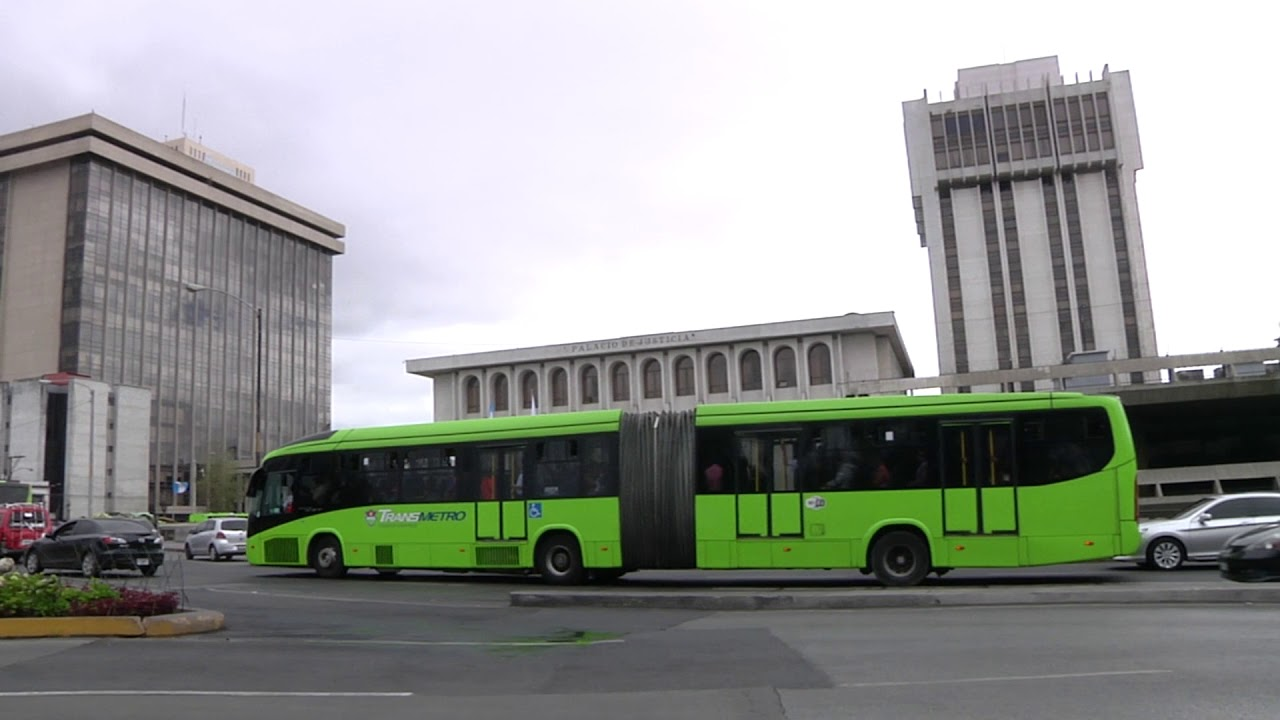
Transmetro frente al Ministerio de Finanzas Publicas a la izquierda y la Corte Suprema de Justicia a la derecha.
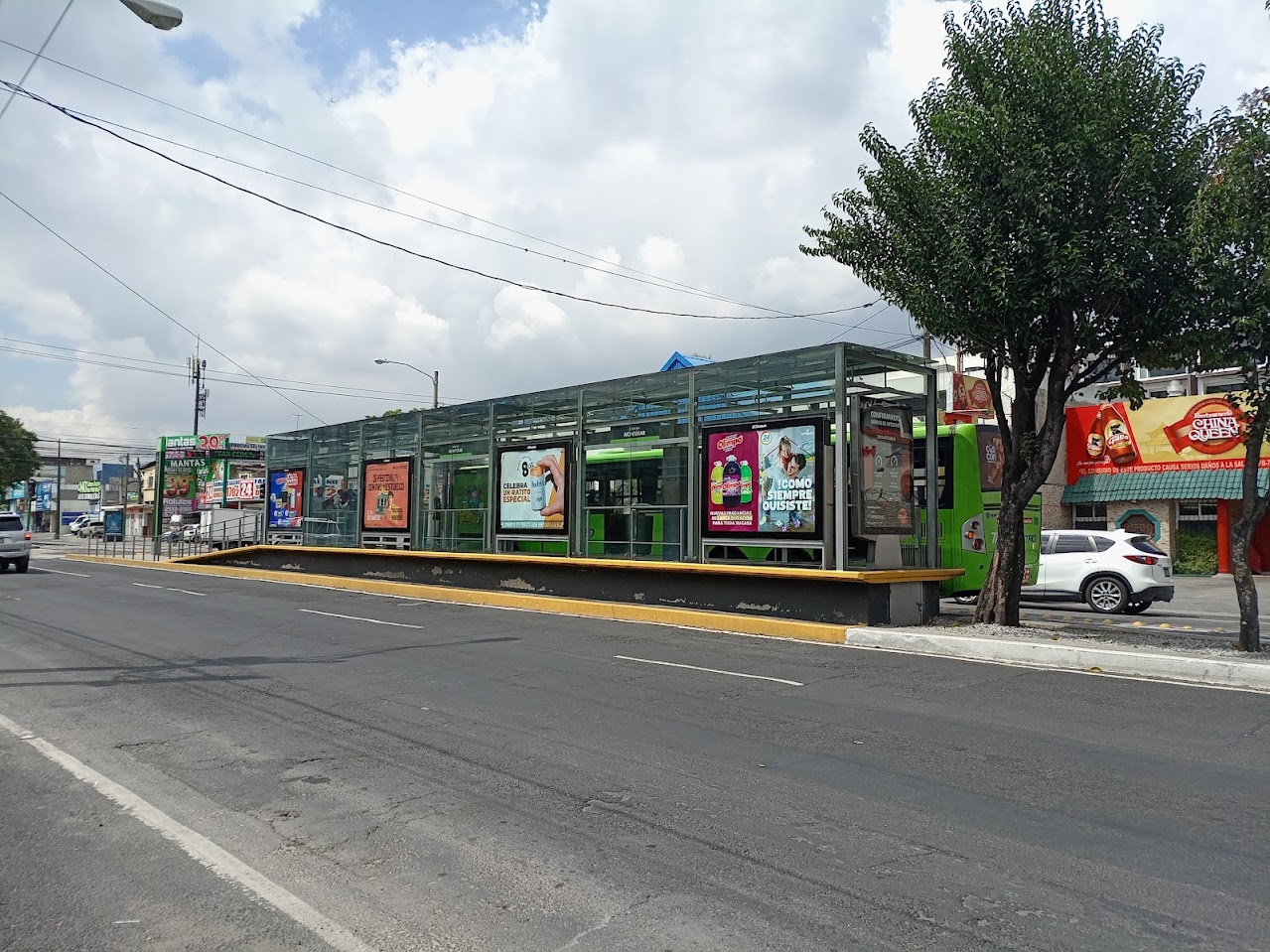
Estación Montufar
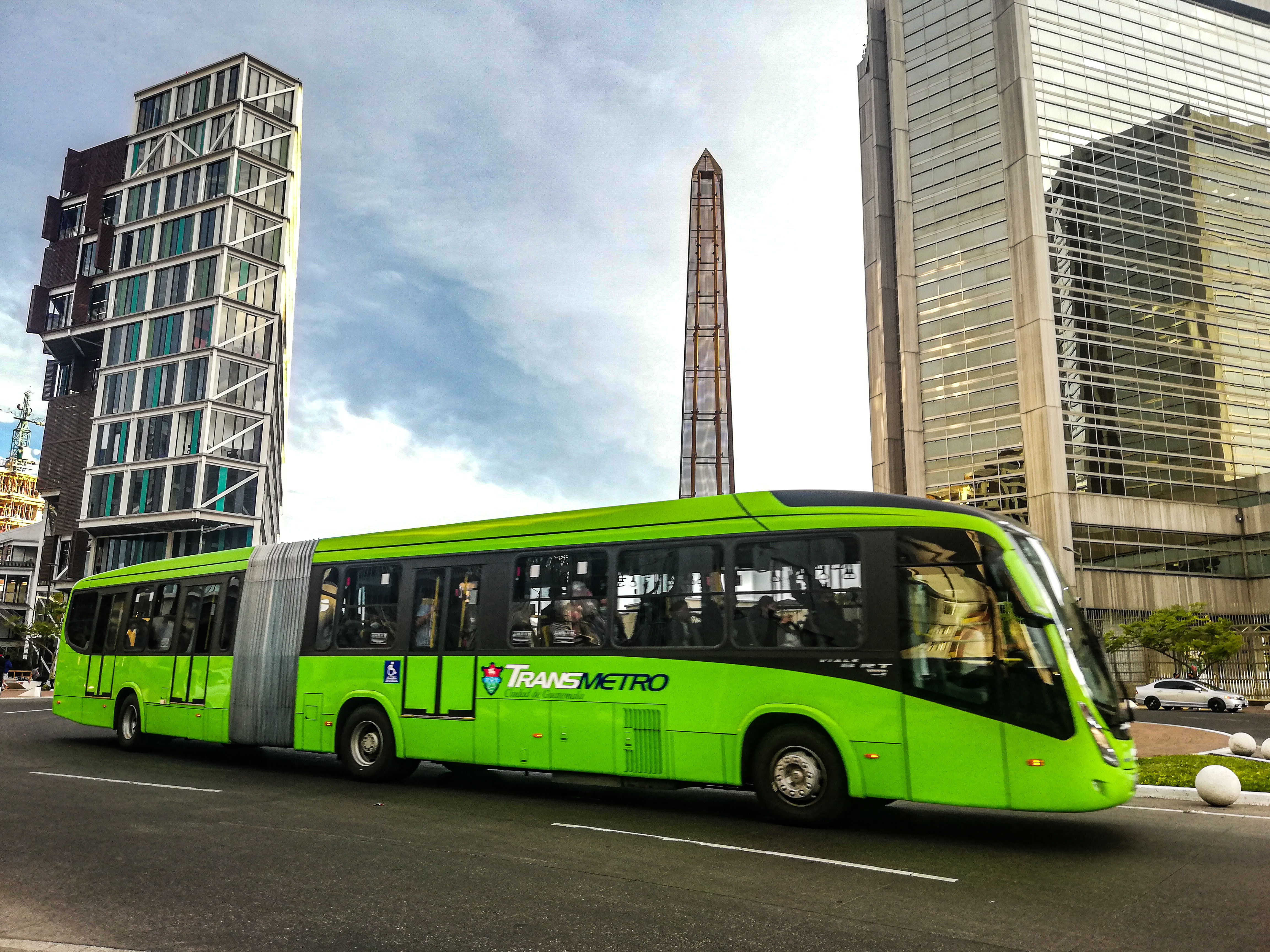
Transmetro frente al Banco Industrial.
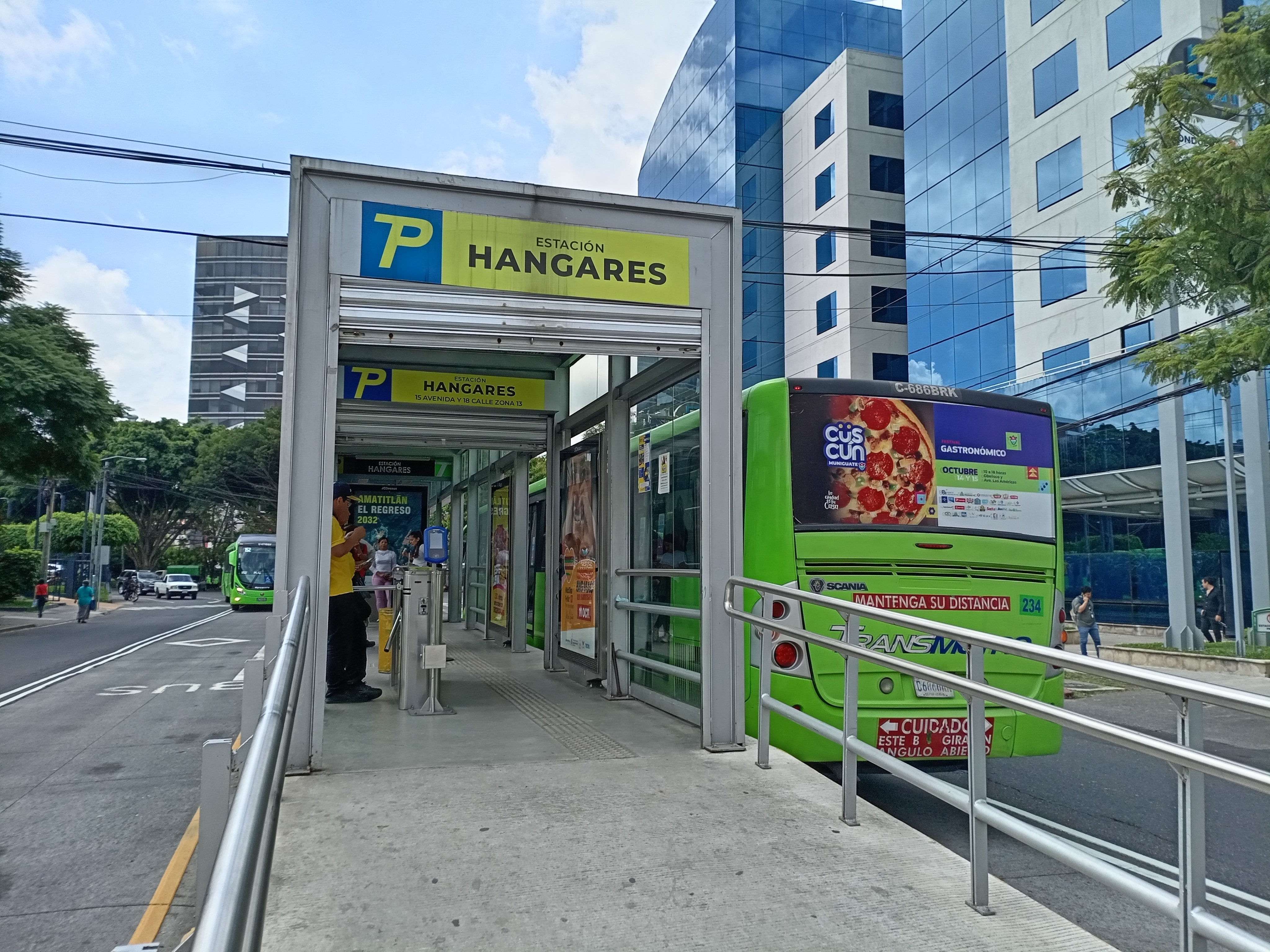
Estación Hangares